# Lazy Company
Lazy Company (auch Lazy Company – Band of Losers) ist eine französische Fernsehserie, die am 18. Januar 2013 ihre Premiere beim französischen Fernsehsender OCS Max feierte. Eine deutschsprachige FreeTV-Ausstrahlung ist seit 1. April 2016 beim Sender RTL Nitro zu sehen.

## Inhalt
Die Serie spielt unmittelbar nach dem D-Day und handelt von vier inkompetenten Soldaten, die an der Operation beteiligt sind.

## Besetzung und Synchronisation
Die deutschsprachige Synchronisation der Serie erfolgte durch die Studio Hamburg Synchron GmbH unter Dialogbuch von Thomas Maria Lehmann und Dialogregie von Charles Rettinghaus.
| Schauspieler         | Charakter                  | Synchronsprecher     |
| -------------------- | -------------------------- | -------------------- |
| Alban Lenoir         | Sergent Lee Junior Chester | Charles Rettinghaus  |
| Alexandre Philip     | Corporal Jack Niels        | Patrick Bach         |
| Benoît Moret         | Slice                      | Tammo Kaulbarsch     |
| Antoine Lesimple     | Michael Henry              | Henning Nöhren       |
| Laurent Seron-Keller | Major Spring               | Matthias Klimsa      |
| Sylvain Élie         | Le Patriot                 |                      |
| Aurélia Poirier      | Jeanne Danfron             | Simona Pahl          |
| Charlotte Ligneau    | France                     | Annic-Barbara Fenske |
| Caroline Vigneaux    | Isla Hildeu                | Marion Elskis        |
| Gilles Bouillon      | Paxton                     | Oliver Kalkofe       |
| Thomas VDB           | Helmut                     |                      |
| Quentin Baillot      | Hitler                     | Oliver Reinhard      |
| Antoine Gouy         | Chuck                      | David C. Bunners     |

## Episoden

### Staffel 1 (2013)
(dt. Titel)
1. Landung
2. Mission
3. Nemesis
4. Echte Männer
5. Alamo
6. Meine Lieder, meine Truppen
7. Alle lieben Louise
8. Das normannische Loch
9. Adlerbombe
10. Festessen mit Führer

### Staffel 2 (2014)
(dt. Titel)
1. Nonnen auf der Flucht
2. Big Baby
3. Das Camp der lebenden Toten
4. Das Tribunal
5. Gefangenentransport
6. Tick Tack
7. Maskenball
8. Das Gesäß des Führers
9. Außer Rand und Band
10. Der große Knall

### Staffel 3 (2015)
(fr. Titel)
1. Saison Finale
2. Celui qui manque
3. Embûches
4. Danse !
5. Dernier Round
6. En rêve
7. La pitoyable histoire du 17e
8. Sainte nuit
9. Du sang et des larmes
10. Final

## HomeVideo-Auswertung in Deutschland
- die erste Staffel der Serie erschien am 22. April 2016 bei Studio Hamburg[3]
- die zweite Staffel der Serie erschien am 20. Mai 2016 bei Studio Hamburg[4]